# Граціано Дельріо
Граціано Дельріо (італ. Graziano Delrio; нар. 27 квітня 1960, Реджо-Емілія, Емілія-Романья) — італійський лікар і політик. З 2 квітня 2015 до 1 червня 2018 він обіймав посаду Міністра інфраструктури і транспорту.
Закінчив отримав медичну освіту, стажувався у Великій Британії та Ізраїлі. Він спеціалізується у галузі ендокринології. Дельріо займався дослідженнями в Університеті Модени і Реджо-Емілії. Він заснував і очолив Асоціацію ім. Джорджіо Ла Піра. З 2000 року він був членом регіональної ради Емілія-Романья, у 2004 і 2009 роках обирався на посаду мера міста Реджо-Емілія. З 2005 року він був заступником голови Асоціації італійських муніципалітетів (ANCI), у 2011 році обраний головою цієї організації.
Він був членом Християнсько-демократичної партії, Італійської народної партії і партії «Маргаритка: Демократія — це свобода», яка у 2007 році приєдналася до недавно створеної Демократичної партії. 27 квітня 2013 він увійшов до уряду Енріко Летта як Міністр регіонів і автономій, з 22 лютого 2014 був секретарем апарату Ради міністрів Італії в уряді Маттео Ренці.
Одружений, має дев'ять дітей.